# Sensommervise
Sensommervise er en dansk sang fra 1982
der også kendes ved førstelinjen "Æbler lyser rødt på træernes grene".
Melodien er skrevet af Finn Jørgensen og teksten er af Kirsten og Finn Jørgensen.
Formen er vers med omkvæd. 
Der er fire vers.
Sensommervise er set som "én af de mest elskede danske efterårssange".
Sangen har været med i Højskolesangbogen siden 18. udgave.
I 19. udgave er den nummer 353.
Stine Bramsen indsang sangen med DR PigeKoret og celloakkompagnement i et tv-program fra DR.